# Tonduzia longifolia
Tonduzia longifolia är en oleanderväxtart som först beskrevs av A. Dc., och fick sitt nu gällande namn av Markgraf. Tonduzia longifolia ingår i släktet Tonduzia och familjen oleanderväxter. Inga underarter finns listade i Catalogue of Life.